# Чертардола-Мота (Маса-Карара)
Чертардола-Мота је насеље у Италији у округу Маса-Карара, региону Тоскана.
Према процени из 2011. у насељу је живело 49 становника. Насеље се налази на надморској висини од 426 м.